# Podací právo
Podací nebo také prezentační právo (latinsky ius praesentandi) je oprávnění navrhnout konkrétní osobu ke jmenování do určitého církevního úřadu, respektive k obsazení uvolněného obročí. Bylo jednou ze složek patronátního práva.